# Síugrás a 2014. évi téli olimpiai játékokon
A 2014. évi téli olimpiai játékokon a síugrás versenyszámait a RusSki Gorki síugróközpontban, Krasznaja Poljanában rendezték február 8. és 17. között. A férfiaknak három, a nőknek egy versenyszámban osztottak érmeket.
Először rendeztek a téli olimpia történetében női síugróversenyt.

## Naptár
Az időpontok moszkvai idő szerint (UTC+4) és magyar idő szerint (UTC+1) is olvashatóak. A döntők kiemelt háttérrel voltak jelölve.
| Dátum       | Helyi idő   | Magyar idő  | Versenyszám                         |
| ----------- | ----------- | ----------- | ----------------------------------- |
| Február 8.  | 20:30–21:35 | 17:30–18:35 | férfi egyéni, normálsánc, selejtező |
| Február 9.  | 21:30–23:15 | 18:30–20:15 | férfi egyéni, normálsánc, döntő     |
| Február 11. | 21:30–23:15 | 18:30–20:15 | női egyéni, normálsánc, döntő       |
| Február 14. | 21:30–22:35 | 18:30–19:35 | férfi egyéni, nagysánc, selejtező   |
| Február 15. | 21:30–23:15 | 18:30–20:15 | férfi egyéni, nagysánc, döntő       |
| Február 17. | 21:15–23:15 | 18:15–20:15 | férfi csapatverseny, döntő          |

## Éremtáblázat
(Az egyes számoszlopok legmagasabb értéke, vagy értékei vastagítással kiemelve.)
| A 2014. évi téli olimpiai játékok éremtáblázata síugrásban | A 2014. évi téli olimpiai játékok éremtáblázata síugrásban | A 2014. évi téli olimpiai játékok éremtáblázata síugrásban | A 2014. évi téli olimpiai játékok éremtáblázata síugrásban | A 2014. évi téli olimpiai játékok éremtáblázata síugrásban | Olimpia  |
| ---------------------------------------------------------- | ---------------------------------------------------------- | ---------------------------------------------------------- | ---------------------------------------------------------- | ---------------------------------------------------------- | -------- |
|                                                            | Ország                                                     | Arany                                                      | Ezüst                                                      | Bronz                                                      | Összesen |
| 1.                                                         | Lengyelország (POL)                                        | 2                                                          | 0                                                          | 0                                                          | 2        |
| 1.                                                         | Németország (GER)                                          | 2                                                          | 0                                                          | 0                                                          | 2        |
|                                                            |                                                            |                                                            |                                                            |                                                            |          |
| 3.                                                         | Ausztria (AUT)                                             | 0                                                          | 2                                                          | 0                                                          | 2        |
| 4.                                                         | Japán (JPN)                                                | 0                                                          | 1                                                          | 1                                                          | 2        |
| 4.                                                         | Szlovénia (SLO)                                            | 0                                                          | 1                                                          | 1                                                          | 2        |
|                                                            |                                                            |                                                            |                                                            |                                                            |          |
| 6.                                                         | Franciaország (FRA)                                        | 0                                                          | 0                                                          | 1                                                          | 1        |
| 6.                                                         | Norvégia (NOR)                                             | 0                                                          | 0                                                          | 1                                                          | 1        |
|                                                            |                                                            |                                                            |                                                            |                                                            |          |
| Összesen                                                   | Összesen                                                   | 4                                                          | 4                                                          | 4                                                          | 12       |

## Érmesek
| A 2014. évi téli olimpiai játékok érmesei síugrásban |                                                                                       |        |                                                                                                 |        |                                                                           |        |
| Versenyszám                                          | Arany                                                                                 | Arany  | Ezüst                                                                                           | Ezüst  | Bronz                                                                     | Bronz  |
| Férfi egyéni, normálsánc                             | Kamil Stoch · Lengyelország (POL)                                                     | 278,0  | Peter Prevc · Szlovénia (SLO)                                                                   | 265,3  | Anders Bardal · Norvégia (NOR)                                            | 264,1  |
| Férfi egyéni, nagysánc                               | Kamil Stoch · Lengyelország (POL)                                                     | 278,7  | Kaszai Noriaki · Japán (JPN)                                                                    | 277,4  | Peter Prevc · Szlovénia (SLO)                                             | 274,8  |
| Férfi csapatverseny                                  | Németország (GER) · Andreas Wank · Marinus Kraus · Andreas Wellinger · Severin Freund | 1041,1 | Ausztria (AUT) · Michael Hayböck · Thomas Morgenstern · Thomas Diethart · Gregor Schlierenzauer | 1038,4 | Japán (JPN) · Reruhi Shimizu · Takeucsi Taku · Itó Daiki · Kaszai Noriaki | 1024,9 |
| Női egyéni, normálsánc                               | Carina Vogt · Németország (GER)                                                       | 247,4  | Daniela Iraschko-Stolz · Ausztria (AUT)                                                         | 246,2  | Coline Mattel · Franciaország (FRA)                                       | 245,2  |